# Arthur Edmund Carewe
Arthur Edmund Carewe, nato Hovsep Hovsepian (Trebisonda, 30 dicembre 1884 – Santa Monica, 22 aprile 1937), è stato un attore statunitense di origine armena, attivo soprattutto nell'epoca del muto.

## Biografia
Hovsep Hovsepian nacque nel 1884 a Trebisonda, nell'allora Impero ottomano. Dopo la morte del padre, all'età di 10 anni si trasferì negli Stati Uniti e in seguito frequentò l'Accademia americana di arti drammatiche di New York dove si diplomò nel marzo 1904 ricevendo la "David Belasco Gold Medal" per il talento drammatico. Negli anni successivi recitò a teatro e nel 1910 guadagnò l'attenzione delle cronache nazionali per un sospetto tentativo di suicidio dovuto ad una delusione amorosa nei confronti della ballerina Nance Gwynne, anche se secondo quanto riportò il New York Times si trattò probabilmente di una messa in scena a scopo pubblicitario.
Nel 1919 si trasferì ad Hollywood dove adottò il nome d'arte Arthur Carewe e fece il suo esordio nel film Venus in the East di Donald Crisp. A questa seguirono tra il 1919 e il 1927 numerose apparizioni come caratterista in film muti nei quali venne accreditato anche come Arthur E. Carew e Arthur Edmund Carew. Tra le principali interpretazioni ci furono quelle in The Breath of the Gods di Rollin S. Sturgeon (1920), Daddy di E. Mason Hopper (1923), Il fantasma dell'opera di Rupert Julian (1925) e Il castello degli spettri di Paul Leni (1927).
Con l'avvento del sonoro, oltre ad essere uno degli attori presi in considerazione per il ruolo di Dracula nel film omonimo di Tod Browning, interpretò il dottor Rowitz in Il dottor X (1932) e il professor Darcy in La maschera di cera (1933), entrambi diretti da Michael Curtiz.
Nel 1936, subito dopo l'uscita del film L'ora che uccide di Gordon Wiles, l'attore fu colpito da un ictus a causa del quale rimase paralizzato. Il 22 aprile 1937 venne trovato morto a seguito di un colpo di pistola alla testa nella sua auto, nel parcheggio di un motel di Santa Monica.

### Vita personale
È stato sposato con il soprano Irene Pavlowska dal 1915 fino al divorzio avvenuto nel 1921.

## Filmografia

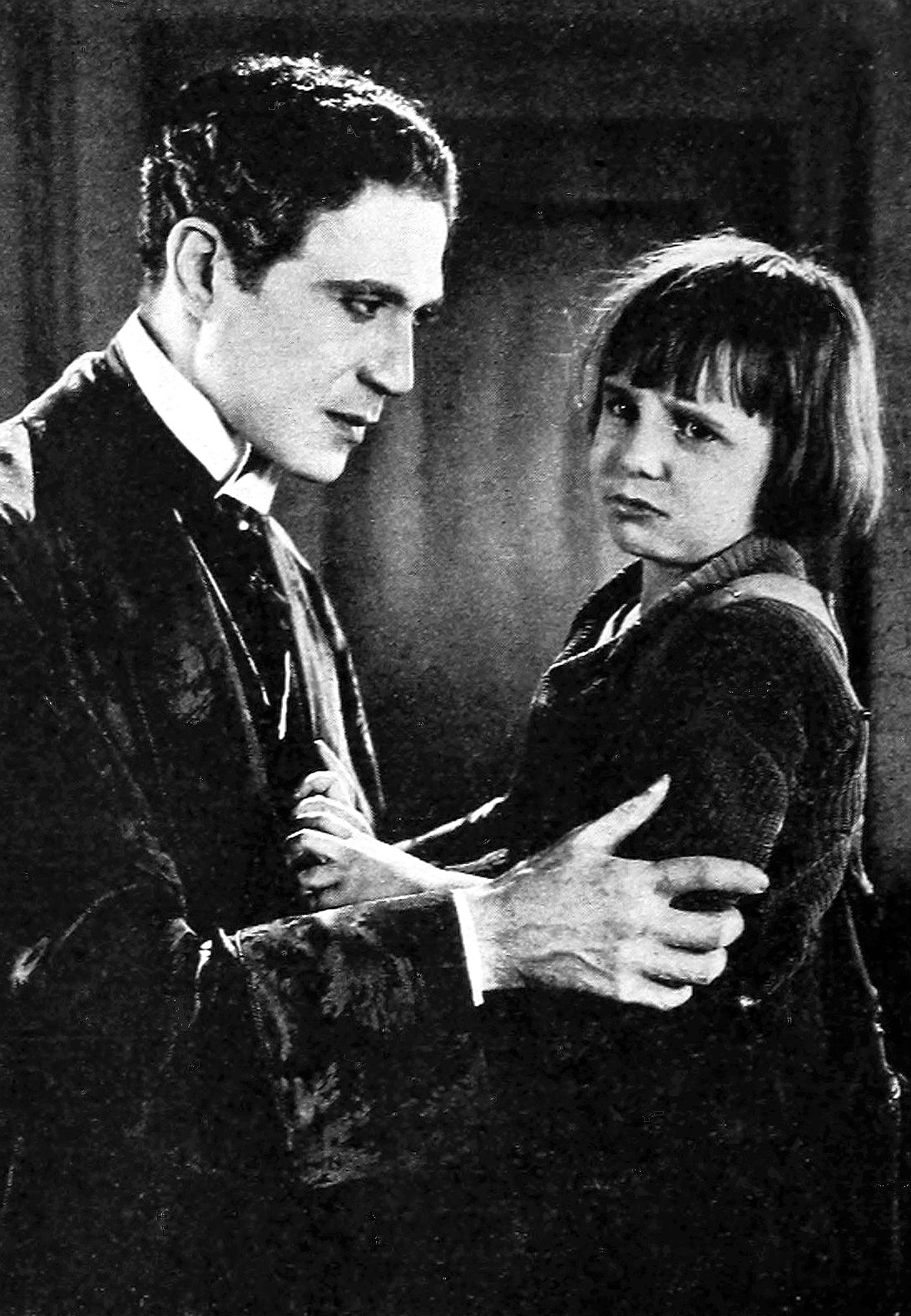
Con Jackie Coogan in Daddy (1923)

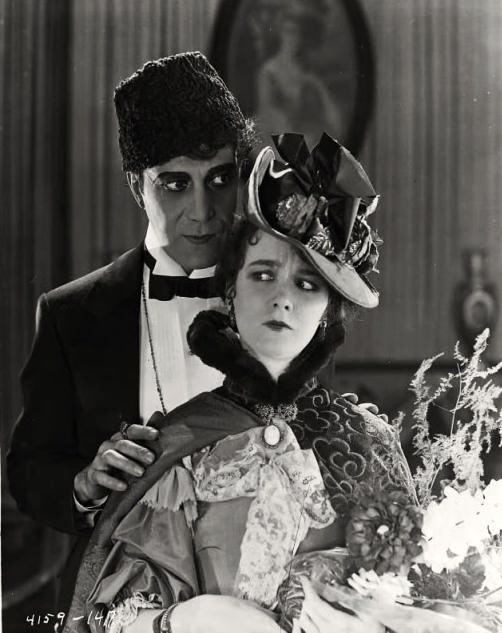
Con Mary Philbin in Il fantasma dell'opera (1925)

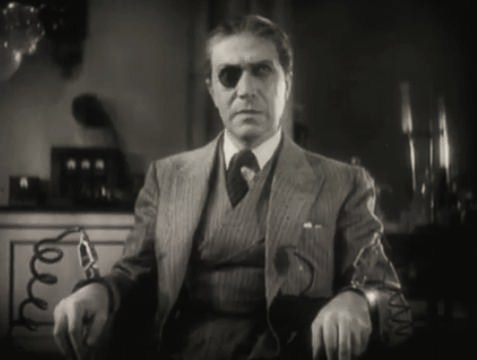
Il dottor X (1932)

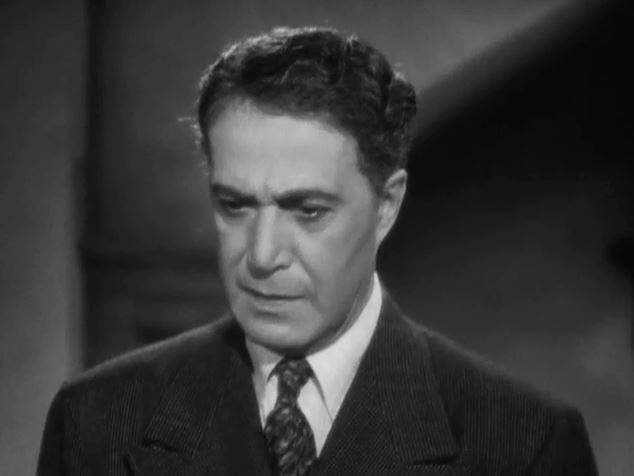
L'ora che uccide (1936)

- Venus in the East, regia di Donald Crisp (1919)
- Romance and Arabella, regia di Walter Edwards (1919)
- Daughter of Mine, regia di Clarence G. Badger (1919)
- The Rescuing Angel, regia di Walter Edwards (1919)
- Girls, regia di Walter Edwards (1919)
- The World and Its Woman, regia di Frank Lloyd (1919)
- Dangerous Waters, regia di Parke Frame e Joseph Franz (come J.J. Franz) (1919)
- Bonnie Bonnie Lassie, regia di Tod Browning (1919)
- Burning Daylight, regia di Edward Sloman (1920)
- Rio Grande, regia di Edwin Carewe (1920)
- Children of Destiny, regia di George Irving (1920)
- The Breath of the Gods, regia di Rollin S. Sturgeon (1920)
- The Palace of Darkened Windows, regia di Henry Kolker (1920)
- The Mad Marriage, regia di Rollin S. Sturgeon (1921)
- The Easy Road, regia di Tom Forman (1921)
- Sham, regia di Thomas N. Heffron (1921)
- Bar Nothing, regia di Edward Sedgwick (1921)
- Her Mad Bargain, regia di Edwin Carewe (1921)
- The Prodigal Judge, regia di Edward José (1922)
- My Old Kentucky Home, regia di Ray C. Smallwood (1922)
- His Wife's Husband, regia di Kenneth S. Webb (1922)
- The Ghost Breaker, regia di Alfred E. Green (1922)
- Refuge, regia di Victor Schertzinger (1923)
- Papà (Daddy), regia di E. Mason Hopper (1923)
- Trilby, regia di James Young (1923)
- I dieci comandamenti (The Ten Commandments), regia di Cecil B. DeMille (1923) - non accreditato
- Più forte dell'odio (The Song of Love), regia di Chester M. Franklin e Frances Marion (1923)
- Sandra, regia di Arthur H. Sawyer (1924)
- The Price of a Party, regia di Charles Giblyn (1924)
- The Boomerang, regia di Louis J. Gasnier (1925)
- Il fantasma dell'opera (The Phantom of the Opera), regia di Rupert Julian (1925)
- A Lover's Oath, regia di Ferdinand P. Earle (1925)
- The Only Thing, regia di Jack Conway (1925)
- Il torrente (Torrent), regia di Monta Bell (1926)
- Volcano, regia di William K. Howard (1926)
- Diplomacy, regia di Marshall Neilan (1926)
- The Silent Lover, regia di George Archainbaud (1926)
- The Claw, regia di Sidney Olcott (1927)
- Il castello degli spettri (The Cat and the Canary), regia di Paul Leni (1927)
- A Man's Past, regia di George Melford (1927)
- La capanna dello zio Tom (Uncle Tom's Cabin), regia di Harry A. Pollard (1927)
- The Matrimonial Bed, regia di Michael Curtiz (1930)
- Sweet Kitty Bellairs, regia di Alfred E. Green (1930)
- Captain Applejack, regia di Hobart Henley (1931)
- God's Gift to Women, regia di Michael Curtiz (1931)
- Il bel capitano (The Gay Diplomat), regia di Richard Boleslawski (1931)
- Il dottor X (Doctor X), regia di Michael Curtiz (1932)
- La maschera di cera (Mystery of the Wax Museum), regia di Michael Curtiz (1933)
- Thunder in the Night, regia di George Archainbaud (1935)
- L'ora che uccide (Charlie Chan's Secret), regia di Gordon Wiles (1936)